# Mercado electrónico privado
El mercado electrónico privado (MEP) o PEM por sus siglas en inglés (Private electronic market) es aquel que utiliza el Internet para conectar un número limitado de pre-vendedores o compradores cualificados en un mercado. El MEP es un híbrido entre mercados perfectamente abiertos (aquellos donde hay no relación preexistente entre comprador y vendedor - similares a eBay) y negociaciones de contrato cerrado (como una oferta de oferta sellada, donde no hay ninguna visibilidad entre competidores y por ello ninguna respuesta a la competencia). La idea principal del MEP es crear competencia entre vendedores/compradores permitiendo a vendedores/compradores ajustar todos aquellos aspectos del trato que son sólo tratados en una negociación.
Esto crea un problema de "comparar productos totalmente diferentes": ya que las ofertas pueden ser bastante diferentes en muchas dimensiones y ser difícil su comparación. Aparte dimensionar las tasas de descuentos que pueden incluir estos acuerdos pre negociados (p. ej. por fidelidad o exclusividad), calidades concretas, combinaciones de bienes y servicios con aumentos condicionales, diferenciales de carga, seguimiento del cumplimiento de contrato, plazos o medios de pago..

## Ejemplos prácticos
VicForests, una agencia pública Australiana, invita regularmente un número de aserraderos para pujar por el abastecimiento de madera nativa, por medio de la página web forestauctions.com. El  mercado Electrónico Privado de VicForests  deja que los aserraderos especifiquen exactamente el volumen que  requieren, la calidad, especie, plazos de pago etc. Las serrerías también pueden crear ofertas condicionales como "si gano x y y soy dispuesto de pagar más". Del mismo modo, una oferta para un lote en particular puede ser la más alta, pero un paquete creado por otro participante aún puede ganar en función de un mayor ingreso total. Los participantes reciben realimentación en tiempo real en el mismo lugar dónde están sus ofertas actuales y es capaz de responder. Comparado con la contratación tradicional, la aplicación de MEP en Vic Forest resultó en un aumento sustancial de ingresos. 

## Relevancia
El efecto global de un buen diseño de Mercado Electrónico Privado es que está descrito como eficiencia asignada u otros términos: un ganar-ganar para el vendedor (quién maximiza su ingreso) y para el comprador (quién adquiere exactamente lo que es de más valor para él). El MEP está basado en la teoría de juegos y la teoría de subasta combinatoria.